# Szerződés
A szerződés a felek kölcsönös és egybehangzó jognyilatkozata, amelyből kötelezettség keletkezik a szolgáltatás teljesítésére és jogosultság a szolgáltatás követelésére. A szerződések alapvető feltételei a fejlett gazdasági életnek. A szerződés megállapodás, a vagyoni kapcsolatok tipikus formája, meghatározott dolog vagy tevékenység szolgáltatására irányuló viszony. 
A szerződés tartalmát a felek szabadon állapítják meg. Magyarországon nincs ún. szerződéses típuskényszer, ezért gyakoriak az ún. vegyes szerződések vagy az atipikus szerződések, amelyek egyetlen szerződéstípusba sem sorolhatóak. Vegyes szerződésről akkor beszélhetünk, ha valamely szerződés, egyszerre több, a Ptk. megtalálható, nevesített szerződéstípus jellemzőivel rendelkezik. Atipikus szerződésről beszélünk akkor is, amikor a szerződés sem egy, sem több szerződéstípus jegyeit sem hordozza.
A szerződés az egyik ún. "kötelemfakasztó tényállás" – a szerződésen kívüli károkozás (deliktum) és egyéb kötelemfakasztó tényállások, mint például a jogalap nélküli gazdagodás mellett. Ennek megfelelően a szerződési jog a kötelmi jog része.
A szerződések lehetnek egyoldalú kötelmek (obligationes unilateralis), kétoldalú (obligationes bilateralis) és többoldalú kötelmek. Egyoldalú szerződés esetén csak az egyik fél tartozik szolgáltatással, ilyenek jellemzően az ingyenes szerződések. Kétoldalú kötelmek esetén jellemző, de nem szükségszerű a visszterhesség. Az egymással egyenértékű szolgáltatásokat tartalmazó szerződéseket szünallagmatikus kötelmeknek nevezzük. A felek szerződési szabadságából következik, hogy ettől szabadon eltérhetnek. Ennek egyetlen korlátja van, a feltűnő értékaránytalanságra alapított megtámadhatósági ok(bírói gyakorlat értelmében 40%-ot meghaladó értékkülönbözet). Mivel megtámadhatósági okról van szó, ez sem eredményezi a szerződés érvénytelenségét, csak a bírói út igénybevételét teszi lehetővé.

## Az írásbeli forma lehet
- egyszerű írásbeli forma:a szerződés bármilyen írásba foglalását és az aláírás módját jelenti.
- minősített írásbeli forma: ügyvédi, jogtanácsosi ellenjegyzést is tartalmaz. Jogszabály kötelezővé teszi és elmaradása súlyos következményekkel járhat.
- teljes bizonyító erejű magánokirat:a felek vagy a jogszabály által előírt formája a szerződésnek: több esete (3) ismert.
- közokirat: az okiratot a bíróság, közjegyző vagy más hatóság ügykörén belül a jogszabály által megszabott alakban állítja ki.

## A szerződések tartalma
- a szerződő felek megnevezése, adataik,
- szolgáltatás
- ellenszolgáltatás
- a teljesítés helye, ideje és módja
- szerződéses biztosítékok
- keltezés
- a felek aláírása

## A szerződések alapelvei
A szerződések alapelveit részben a jogalkotás, részben a jogalkalmazás fejlesztette ki. Ide tartoznak:
- a felek egyenlőségének elve
- pacta sunt servanda elve (a megállapodások a felekre kötelező erővel bírnak, függetlenül a megállapodás formájától, illetve attól, hogy beleillik-e az adott megállapodás valamely szerződéstípusba)

## A szerződés érvényességének feltételei
Érvényes szerződéshez a következő feltételeknek kell teljesülnie:
- Kölcsönös megegyezés – (lásd még ajánlattétel és elfogadás): A feleknek közösen akarniuk kell a szerződés létrejöttét, és ezt kifejezésre kell juttatniuk.

- Jogképes felek: Mindegyik fél jogképes kell hogy legyen, és képes kell legyen rá, hogy megértse a döntés feltételeit és jogi következményeit. A vállalatokat a jog jogi személynek tekinti, és megengedi számukra a szerződéskötést.

Lehetséges érvénytelenségi okok:
- Akarathiba: semmis a szerződéskötésre korlátozott cselekvőképessége miatt képtelen személy akaratnyilatkozata, a tréfából tett nyilatkozat, a színlelt szerződési szándék, a fizikai kényszer, szellemi befolyásoltság vagy fenyegetés hatására tett nyilatkozatok, valamint ha a másik fél részéről tudatos megtévesztés vagy tévedés történt egy lényeges körülményre vonatkozóan; illetve megtámadható a szerződés akkor, ha a szolgáltatás és ellenszolgáltatás nincs egymással arányban;
- Lehetetlen szerződés: a szerződés teljesítése leküzdhetetlen akadályba ütközik, ami lehet:

1. fizikai lehetetlenség, ha leküzdhetetlen természeti akadály áll fenn.
2. jogi lehetetlenség, ha az adott szolgáltatást jogszabály tiltja.

## A szerződés megszűnése
A szerződés többféleképpen szűnhet meg. Megszűnhet azzal, hogy a felek teljesítik a szerződésben leírtakat, megszűnhet a felek közös megegyezésével, ami csak a jövőre nézve szünteti meg, megszűnhet az egyik fél felmondásával, megszűnhet felbontással, ami közös akarattal visszamenőlegesen is megszünteti, nem csak a jövőre nézve, és megszűnhet elállással, amikor csak az egyik fél dönti el, hogy visszamenőlegesen is megszünteti a szerződést.

## Jogszabály által meghatározott szerződési tartalom
A Polgári Törvénykönyv 6:60. § szerint
Ha jogszabály a szerződés valamely tartalmi elemét kötelezően meghatározza, a szerződés a jogszabály által előírt tartalommal jön létre.
Ha jogszabály a hatálybalépése előtt megkötött szerződések tartalmát megváltoztatja, és a szerződés megváltozott tartalma valamelyik fél lényeges jogi érdekét sérti, ez a fél kérheti a bíróságtól a szerződés módosítását vagy a szerződéstől elállhat.

## Fontosabb szerződésfajták
- Adásvételi szerződés
- Bérleti szerződés
- Munkaszerződés
- Vállalkozási szerződés
- Megbízási szerződés
- Letéti szerződés
- Ajándékozási szerződés
- Szállítmányozási szerződés
- Fuvarozási szerződés
- Lízing

## Külső hivatkozások
- Mintaszerződés
- Szerződésminták
- Szerződés.lap.hu - linkgyűjtemény